# Steatoda morsitans
Steatoda morsitans är en spindelart som först beskrevs av O. Pickard-Cambridge 1885.  Steatoda morsitans ingår i släktet vaxspindlar, och familjen klotspindlar. Inga underarter finns listade i Catalogue of Life.